# Comuna Medkoveț, Montana
Medkoveț (în bulgară Медковец) este o comună în regiunea Montana, Bulgaria, formată din satele Asparuhovo, Medkoveț, Pișurka, Slivovik și Rasovo. 

## Demografie
Componența etnică a comunei Medkoveț
     Romi (15,76%)
     Bulgari (80,96%)
     Nicio identificare (3,1%)
     Altele (0,59%)
La recensământul din 2011, populația comunei Medkoveț era de 4.029 locuitori. Din punct de vedere etnic, majoritatea locuitorilor (80,96%) erau bulgari, cu o minoritate de romi (15,76%). Pentru 3,1% din locuitori nu este cunoscută apartenența etnică.